# Deletionpedia
Deletionpedia é uma antiga wiki de arquivo on-line que contém artigos excluídos da Wikipédia em inglês. Sua versão de cada artigo inclui um cabeçalho com mais informações sobre a eliminação, como o tipo, o linque para a discussão e qual editor eliminou o artigo. O Deletionpedia original operou de fevereiro a setembro de 2008. O site foi reiniciado sob novo gerenciamento em dezembro de 2013.
O sítio é baseado no MediaWiki, coletando automaticamente artigos excluídos da Wikipédia.
Além das categorias preservadas da Wikipédia, a Deletionpedia possui suas próprias categorias para artigos, com base nos critérios de exclusão. As páginas são organizadas de acordo com o mês em que foram excluídas, pelo número de editores que trabalharam em uma página e pelo tempo que o artigo existia na Wikipédia.
A Deletionpedia afirma que evita hospedar páginas excluídas que são violações de direitos autorais, páginas com sérios problemas de difamação, páginas cujo histórico de revisões completo ainda está disponível nos sítios irmãos da Wikipédia e páginas que se propõem a ofender outras pessoas.
Os artigos preservados pela Deletionpedia foram excluídos da Wikipédia por várias razões, de "não ser notável" a "manipulação por interesses políticos e comerciais". Como o sítio era somente leitura, não buscou doações, sugerindo que os apoiadores doem para o mySociety ou para a Wikimedia Foundation.

## Versão 1

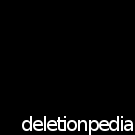
O logotipo da Deletionpedia original

A Deletionpedia original coletou cerca de 63 mil artigos, que foram excluídos da Wikipédia entre fevereiro e setembro de 2008. Quase 2000 páginas tinham mais de 1000 dias antes de serem excluídas.

### Desaparecimento
O último registro visível do sítio da Wikipédia foi em 14 de junho de 2012 no Anime Festival Wichita.
O conteúdo original ainda está disponível para visualização online. Em 2011, a equipe de arquivamento de Jason Scott salvou uma cópia do sítio com as ferramentas WikiTeam e carregou a cópia na coleção do Internet Archive.

### Recepção
The Wall Street Journal citou isso como uma resposta ao conflito cultural existente na Wikipédia entre delecionistas e inclusionistas. The Industry Standard chama de "um projeto de pesquisa [em potencial] para os estudantes de sociologia estudarem o que o pensamento de grupo faz quando aplicado a um compêndio de conhecimento construído pela comunidade". Pouco tempo depois, o The Industry Standard voltou sua atenção para a Deletionpedia, relatando que a exclusão do artigo na Wikipédia sobre Deletionpedia estava em discussão, sugerindo que o artigo não estava sendo considerado para exclusão com base na "insignificância do site", mas sim "devido crítica percebida da própria Wikipédia". A Deletionpedia também publicou notícias no De Telegraaf, o site do maior jornal diário holandês da manhã, e no The Inquirer, um site britânico de tabloides sobre tecnologia.
O sítio foi mais explorado pela Ars Technica em um artigo que não apenas descreve aspectos do site, mas menciona a controvérsia sobre a exclusão do artigo da Wikipédia sobre Deletionpedia.

## Versão 2
O sítio foi registrado novamente por um novo proprietário, Kasper Souren, e começou a operar novamente em dezembro de 2013. Em maio de 2020, ele acumulou 84911 páginas de conteúdo.

## Projetos similares
Existem projetos semelhantes para outros idiomas da Wikipédia, por exemplo, PlusPedia em alemão, PrePedia em polonês, e Wikisage em holandês.